# Административное деление Калининграда
Калининград является административным центром одноимённой области и делится на 3 внутригородских административных района. 
Районы города как внутригородские административно-территориальные единицы не являются муниципальными образованиями.
В рамках административно-территориального устройства, Калининград является городом областного значения.
В рамках местного самоуправления, город составляет единое муниципальное образование город Калининград со статусом городского округа.

## Районы города
| № | Название      | Площадь, км² | Население, чел. | Код ОКАТО  |
| - | ------------- | ------------ | --------------- | ---------- |
| 1 | Ленинградский | 53,7         | ↘181 548        | 27 401 368 |
| 2 | Московский    | 76,0         | ↗182 554        | 27 401 373 |
| 3 | Центральный   | 79,8         | ↘125 633        | 27 401 385 |

В состав города входят несколько посёлков и отдалённых районов: Чкаловск, посёлок имени Александра Космодемьянского, Прибрежный, Борисово и др. Каждый из них относится к одному из трёх административных районов города.

## История
Довоенные названия городских районов (такие как Хуфен, Юдиттен и др.) сейчас малоизвестны обычным жителям города. Наиболее употребимыми остались только названия Шпандинен, Кальген, Понарт, Микраш
Основа нынешнего административно-территориального деления города была заложена в конце Великой Отечественной войны, сразу после того как в начале апреля 1945 года войска 3-го Белорусского фронта провели Кёнигсбергскую операцию, в результате которой они и овладели городом. Накануне штурма территория Кёнигсберга была поделена на 5 районов и для каждого была создана районная военная комендатура. Военные комендатуры начинали свою работу сразу же по мере захвата отдельных районов города. После взятия город находился под управлением Военного совета 3-го Белорусского фронта. В мае 1945 года город был поделён на восемь районов, для управления каждым было создано восемь комендатур. Комендатуры были пронумерованы. Районы, в свою очередь, были разбиты на участки, которые возглавляли старосты из числа немецкого населения.
В апреле 1946 года, во время перехода города под гражданское управление, комендатуры были преобразованы в районы. Поначалу районы также не имели названий, а различались по номерам. Через год районы были укрупнены и получили собственные названия. 21 июня 1947 году вышел приказ № 250 городского управления, в соответствии с которым было образовано четыре городских района: Балтийский, Ленинградский, Московский и Сталинградский (5 ноября 1961 переименован в Октябрьский).
В январе 1952 года образован Центральный район, в состав которого вошла часть территории Сталинградского района.
С 1952 года по 2009 год город делился на пять административных районов. Кроме имеющихся, существовало ещё два: Балтийский и Октябрьский. 29 июня 2009 года решениями окружного Совета депутатов города Калининграда № 140 и № 141 территория ликвидированных Балтийского и Октябрьского районов вошла в состав соответственно Московского и Центрального районов.